# Kall
Kall là một đô thị ở huyện Euskirchen trong bang Nordrhein-Westfalen, Đức. It tọa lạc ở đồi Eifel, khoảng 20 km về phía tây nam của Euskirchen.